# I Am Michael
I Am Michael è un film del 2015 diretto da Justin Kelly, basato sull'articolo di Benoit Denizet-Lewis My Friend Ex-Gay pubblicato sul The New York Times Magazine.
Il film racconta la controversa storia vera di Michael Glatze, attivista omosessuale che ha "rinnegato" la sua omosessualità diventando un pastore cristiano anti-omosessuali.

## Trama
Michael Glatze è un attivista gay che ha fondato la Young Gay America, ma ad un certo punto della sua vita, dopo un periodo di crisi, si avvicina al cristianesimo e rifiuta la propria omosessualità, sconvolgendo i suoi amici e il fidanzato Bennett, a cui era legato da diversi anni e che ha lottato al suo fianco per il riconoscimento dei diritti e dell'uguaglianza. Glatze diventa un pastore mormone, si sposa e inizia una lotta contro la "propaganda LGBT".
Negli USA esiste un gruppo di persone, che si definiscono "ex-gay" e sono riusciti a superare la loro omosessualità, spesso attraverso la terapia di conversione.

## Produzione
Con un budget iniziale di 3.500.000 dollari, le riprese sono iniziate ad agosto 2014 a New York con il titolo Michael.

## Distribuzione
Il film è stato presentato in anteprima al Sundance Film Festival il 29 gennaio 2015, successivamente è stato presentato nella sezione "Panorama" alla 65ª edizione del Festival di Berlino.

## Premi
- 2015 - FilmOut San Diego[5]
  - Miglior film d'esordio
  - Miglior attrice non protagonista (Emma Roberts)
  - Miglior regia (Justin Kelly)
  - Premio del pubblico al miglior film
  - Premio del pubblico al miglior attore (James Franco)
  - Premio del pubblico al miglior attore non protagonista (Zachary Quinto)
  - Premio del pubblico alla miglior attrice non protagonista (Emma Roberts)
  - Premio del pubblico alla miglior sceneggiatura (Justin Kelly)